# Из истории мировой культуры
«Из исто́рии мирово́й культу́ры» — научно-популярная книжная серия широкой тематики издательства «Наука» (Москва), выпуск которой был начат после реорганизации издательства в 1963 году. Некоторые выпуски серии выходили также в Ленинградском отделении издательства, а затем и в организованном Сибирском отделении (Новосибирск). В дальнейшем из её состава выделились другие более узко специализированные тематические серии.
Входила в «Серию научно-популярных изданий АН СССР». К началу 1990-х годов вышло более ста выпусков.
Формат: 84x108/32 (~130х205 мм); у большинства изданий обложка бумажная.

## 1960-е

### 1964
- Линдер И. М. Шахматы на Руси. — М.: Наука, 1964. — 164 с. — (Из истории мировой культуры). — 20 000 экз.

### 1965
- Раппопорт П. А. Древние русские крепости. — М.: Наука, 1965. — 88 с. — (Из истории мировой культуры). — 4000 экз.
- Черников С. С. Загадка золотого кургана: Где и когда зародилось скифское искусство. — М.: Наука, 1965. — 192 с. — (Из истории мировой культуры). — 26 000 экз.

### 1966
- Виноградов В. Б. Тайны минувших времён. — М.: Наука, 1966. — 168 с. — (Из истории мировой культуры). — 110 000 экз.
- Нейхардт А. А., Шишова И. А. Семь чудес древнего мира. — М.; Л.: Наука, (Ленингр. отд-ние), 1966. — 136, [20] с. — (Из истории мировой культуры). — 100 000 экз.
- Смирнов А. П. Скифы. — М.: Наука, 1966. — 200 с. — (Из истории мировой культуры). — 47 000 экз.

### 1967
- Засурцев П. И. Новгород, открытый археологами. — М.: Наука, 1967. — 208 с. — (Из истории мировой культуры).
- Сарианиди В. И. Тайны исчезнувшего искусства Каракумов. — М.: Наука, 1967. — 108 с. — (Из истории мировой культуры). — 27 000 экз.

## 1970-е

### 1971
- Григорьян А. Т. Механика от античности до наших дней. — М.: Наука, 1971. — 312 с. — (Из истории мировой культуры).
- Кедров Б. М. Энгельс о химии. — М.: Наука, 1971. — 304, [2] с. — (Из истории мировой культуры). (см. Энгельс, Фридрих)

### 1972
- Гиленсон Б. А. Америка Синклера Льюиса. — М.: Наука, 1972. — 192, [4] с. — (Из истории мировой культуры). (см. Льюис, Синклер)
- Гуревич А. Я. История и сага: (О произведении Снорри Стурлусона «Хеймскрингла»). — М.: Наука, 1972. — 200 с. — (Из истории мировой культуры). — 20 000 экз. (см. Снорри Стурлусон)
- Даркевич В. П. Путями средневековых мастеров. — М.: Наука, 1972. — 192 с. — (Из истории мировой культуры). — 20 000 экз.
- Массон В. М., Сарианиди В. И. Каракумы: Заря цивилизации. — М.: Наука, 1972. — 168 с. — (Из истории мировой культуры).
- Улуханов И. С. О языке Древней Руси. — М.: Наука, 1972. — 136 с. — (Из истории мировой культуры). — 35 000 экз.

### 1973
- Творцы физической оптики: Сборник статей / Сост. У. И. Франкфурт. — М.: Наука, 1973. — 352 с. — (Из истории мировой культуры). — 14 000 экз. (см. Физическая оптика)
- Дьяконова Н. Я. Китс и его современники. — М.: Наука, 1973. — 200 с. — (Из истории мировой культуры). — 24 000 экз. (см. Китс, Джон)
- Жирмунский В. М. Творчество Анны Ахматовой. — Л.: Наука, Ленингр. отд-ние, 1973. — 184, [4] с. — (Из истории мировой культуры). (см. Ахматова, Анна Андреевна)
- Каждан А. П. Книга и писатель в Византии. — М.: Наука, 1973. — 152 с. — (Из истории мировой культуры). — 28 500 экз. (см. Византийская империя)
- Кессель Л. М. Гёте и «Западно-Восточный диван». — М.: Наука, 1973. — 120 с. — (Из истории мировой культуры). — 27 000 экз. (см. Гёте, Иоганн Вольфганг фон)
- Мыльников А. С. Йозеф Юнгман и его время. — М.: Наука, 1973. — 160 с. — (Из истории мировой культуры). (см. Юнгман, Йозеф)
- Тугушева М. П. Джон Голсуорси: жизнь и творчество. — М.: Наука, 1973. — 176, [8] с. — (Из истории мировой культуры). (см. Голсуорси, Джон)
- Урнов Д. М. Робинзон и Гулливер: судьба двух литературных героев. — М.: Наука, 1973. — 89 с. — (Из истории мировой культуры). — 50 000 экз. (см. Робинзон, Гулливер)
- Фризман Л. Г. Жизнь лирического жанра: Русская элегия от Сумарокова до Некрасова. — М.: Наука, 1973. — 168 с. — (Из истории мировой культуры). — 35 000 экз. (см. Сумароков, Александр Петрович, Некрасов, Николай Алексеевич)
- Эткинд Е. Г. Русские поэты-переводчики от Тредиаковского до Пушкина. — Л.: Наука, Ленингр. отд-ние, 1973. — 248, [8] с. — (Из истории мировой культуры). — 40 000 экз. (см. Тредиаковский, Василий Кириллович, Пушкин, Александр Сергеевич)
- Якобсон А. Л. Крым в средние века. — М.: Наука, 1973. — 176 с. — (Из истории мировой культуры). — 23 000 экз.

### 1974
- Физика на рубеже XVII—XVIII вв. : Сборник статей / Предисл. А. Н. Боголюбова. — М.: Наука, 1974. — 248 с. — (Из истории мировой культуры).
- Брауде Л. Ю. Сказочники Скандинавии. — Л.: Наука, Ленингр. отд-ние, 1974. — 240 с. — (Из истории мировой культуры).
- Веселитский В. В. Антиох Кантемир и развитие русского литературного языка. — М.: Наука, 1974. — 72 с. — (Из истории мировой культуры). (см. Кантемир, Антиох Дмитриевич)
- Гиллельсон М. И. Молодой Пушкин и арзамасское братство. — Л.: Наука, Ленингр. отд-ние, 1974. — 226 с. — (Из истории мировой культуры). — 25 000 экз.
- Горбунов А. Н. Романы Френсиса Скотта Фицджералда. — М.: Наука, 1974. — 152, [2] с. — (Из истории мировой культуры).
- Григорьян А. Т. Механика от античности до наших дней. — 2-е изд., перераб. и доп. — М.: Наука, 1974. — 480 с. — (Из истории мировой культуры).
- Данилин Ю. И. Очерк французской политической поэзии XIX в. — М.: Наука, 1974. — 208 с. — (Из истории мировой культуры).
- Литаврин Г. Г. Как жили византийцы. — М.: Наука, 1974. — 192 с. — (Из истории мировой культуры).
- Осиновский И. Н. Томас Мор. — М.: Наука, 1974. — 168 с. — (Из истории мировой культуры). — 48 000 экз. (см. Мор, Томас)
- Петрунина Н. Н., Фридлендер Г. М. Над страницами Пушкина: Сборник статей. — Л.: Наука, Ленингр. отд-ние, 1974. — 168 с. — (Из истории мировой культуры).
- Пруслина К. Н. Русская керамика (конец XIX - начало XX в.). — М.: Наука, 1974. — 160 с. — (Из истории мировой культуры). — 52 000 экз.
- Фаермарк Д. С. Задача пришла с картины: (О картине Н. П. Богданова-Бельского «Устный счёт» и педагоге-просветителе С. А. Рачинском). — М.: Наука, 1974. — 160, [4] с. — (Из истории мировой культуры). — 90 000 экз. (см. Богданов-Бельский, Николай Петрович; Устный счёт. В народной школе С. А. Рачинского; Рачинский, Сергей Александрович)
- Хлодовский Р. И. Франческо Петрарка: Поэзия гуманизма. — М.: Наука, 1974. — 176, [8] с. — (Из истории мировой культуры). (см. Франческо Петрарка)

### 1975
- Афасижев М. Н. Эстетика Канта. — М.: Наука. — 136 с. — 78 000 экз.
- Ведерникова Н. М. Русская народная сказка. — М.: Наука. — 136, [4] с.
- Гиленсон Б. А. Социалистическая традиция в литературе США. — М.: Наука. — 200 с.
- Дьяконова Н. Я. Лирическая поэзия Байрона. — М.: Наука. — 168, [8] с. — 90 000 экз.
- Идельсон Н. И. Этюды по истории небесной механики. — М.: Наука. — 496 с.
- Колпакова Н. П. У золотых родников: Записки фольклориста / С рисунками автора. — Л.: Наука, Ленингр. отд-ние. — 200 с. — 36 000 экз.
- Линдер И. М. Шахматы на Руси. — М.: Наука. — 208, [2] с.
- Лурье А. Н. Поэтический эпос революции. — Л.: Наука, Ленингр. отд-ние. — 208 с.
- Фёдоров-Давыдов Г. А. На окраинах античного мира. — М.: Наука, 1975. — 104 с. — (Из истории мировой культуры). — 64 000 экз.
- Франкфурт У. И., Френк А. М. У истоков квантовой теории. — М.: Наука. — 168 с.
- Хлодовский Р. И. Франческо Петрарка: Поэзия гуманизма. — Новосибирск: Наука. — 176 с.
- Шелов Д. Б. Северное Причерноморье 2000 лет назад. — М.: Наука. — 152, [32] с. — 81 000 экз.
- Штаерман Е. М. Кризис античной культуры. — М.: Наука. — 184 с. — 27 000 экз.
- Юдин Ю. И. Героические былины: (Поэтическое искусство). — М.: Наука. — 120 с.

### 1976
- Механика и физика XVIII века: Сборник статей. — М.: Наука. — 312 с.
- Апродов В. А. Тысячелетия восточного Магриба. — М.: Наука. — 152 с. — 42 000 экз.
- Барахов В. С. Искусство литературного портрета: Горький о В. И. Ленине, Л. Н. Толстом, А. П. Чехове. — М.: Наука. — 184, [16] с. — 75 000 экз.
- Барг М. А. Шекспир и история. — М.: Наука. — 200, [4] с.
- Даркевич В. П. Аргонавты средневековья. — М.: Наука. — 200 с. — 90 000 экз.
- Евнина Е. М. Виктор Гюго. — М.: Наука. — 216, [4] с. — 138 000 экз.
- Лихачёв Д. С., Панченко А. М. «Смеховой мир» Древней Руси. — Л.: Наука, Ленингр. отд-ние. — 204, [6] с.
- Никифоровский В. А., Фрейман Л. С. Рождение новой математики. — М.: Наука. — 200 с.
- Рутенбург В. И. Титаны Возрождения. — Л.: Наука, Ленингр. отд-ние. — 144 с.
- Савушкина Н. И. Русский народный театр. — М.: Наука. — 152, [8] с.

### 1977
- Гиллельсон М. И. От арзамасского братства к пушкинскому кругу писателей. — Л.: Наука, Ленингр. отд-ние. — 200 с.
- Колпакова Н. П. Песни и люди: О русской народной песне. — Л.: Наука, Ленингр. отд-ние. — 136 с. — 43 000 экз.
- Кузьмина Е. Е. В стране Кавата и Афрасиаба. — М.: Наука. — 144, [18] с.
- Лосев А. Ф. Античная философия истории. — М.: Наука. — 208 с.
- Ромм А. С. Марк Твен. — М.: Наука. — 192 с.
- Урнов Д. М. Джозеф Конрад. — М.: Наука. — 128, [2] с.

### 1978
- Баткин Л. М. Итальянские гуманисты: стиль жизни и стиль мышления. — М.: Наука. — 200, [8] с. — 37 500 экз.
- Данилин Ю. И. Поэт Июльской революции: Жизнь Эжезиппа Моро. — М.: Наука. — 176, [4] с.
- Долгополов Л. К. Александр Блок: Личность и творчество. — Л.: Наука, Ленингр. отд-ние. — 176 с. — 50 000 экз.
- Дьяконова Н. Я. Английский романтизм: Проблемы эстетики. — М.: Наука. — 208 с.
- Ерёмина В. И. Поэтический строй русской народной лирики. — Л.: Наука, Ленингр. отд-ние. — 184 с.
- Киселёва Л. И. О чём рассказывают средневековые рукописи: (Рукописная книга в Западной Европе). — Л.: Наука, Ленингр. отд-ние. — 144, [4] с.
- Маймин Е. А. Лев Толстой: Путь писателя. — М.: Наука. — 192 с. — 178 000 экз.
- Одиноков В. Г. Поэтика романов Л. Н. Толстого. — Новосибирск: Наука, Сибирское отд-ние. — 160 с.
- Путилов Б. Н. Песни Южных морей. — М.: Наука. — 184, [8] с.
- Шталь И. В. «Одиссея» — героическая поэма странствий. — М.: Наука. — 168 с.

### 1979
- Абрамсон М. Л. От Данте к Альберти. — 176 с. — 75 000 экз.
- Барг М. А. Шекспир и история. — 2-е изд. — М.: Наука. — 216, [4] с. — 125 000 экз.
- Гуревич А. Я. «Эдда» и сага. — М.: Наука. — 192, [8] с.
- Чалоян В. К. Восток — Запад: преемственность в философии античного и средневекового общества. — 2-е изд. — М.: Наука. — 216 с. — 37 500 экз.
- Ярхо В. Н. У истоков европейской комедии. — М.: Наука. — 176, [8] с.

## 1980-е

### 1980
- Кагарлицкий Ю. И. Шекспир и Вольтер. — М.: Наука, 1980. — 112, [8] с. — (Из истории мировой культуры). — 50 000 экз. (см. Шекспир, Уильям; Вольтер)
- Молчанов А. А. Таинственные письмена первых европейцев. — М.: Наука, 1980. — 120 с. — (Из истории мировой культуры). — … экз.

### 1981
- Лесков А. М. Курганы: находки, проблемы. — М.: Наука.
- Лосев А. Ф. Диоген Лаэрций — историк античной философии. — М.: Наука. — 192 с.
- Стенник Ю. В. Жанр трагедии в русской литературе: Эпоха классицизма. — Л.: Наука, Ленингр. отд-ние. — 168, [4] с.

### 1982
- Дьяконова Н. Я. Лирическая поэзия Байрона. — М.: Наука. — 223 с.
- Нахов И. М. Философия киников. — М.: Наука. — 224 с.
- Стенник Ю. В. Жанр трагедии в русской литературе: Эпоха классицизма. — Л.: Наука, Ленингр. отд-ние. — 168, [4] с.

### 1983
- Неверов О. Я. Геммы античного мира. — М.: Наука. — 144, [16] с. — 185 000 экз.

### 1985
- Васильева Т. В. Афинская школа философии: философский язык Платона и Аристотеля. — М.: Наука. — 161 с. — 44 500 экз.
- Якобсон А. Л. Закономерности в развитии средневековой архитектуры: центральные области Византии, Греция, Малая Азия, Сирия, Месопотамия, южнославянские страны, Древняя Русь, Закавказье, Средняя Азия. — Л.: Наука, Ленингр. отд-ние. — 152 с.

### 1986
- Галинская И. Л. Загадки известных книг: (О Д. Сэлинджере и М. Булгакове). — М.: Наука. — 128 с. — 142 000 экз.
- Раппопорт П. А. Зодчество древней Руси. — Л.: Наука, Ленингр. отд-ние. — 160 с. — 100 000 экз.

### 1987
- Каган Ю. М. И. В. Цветаев: Жизнь. Деятельность. Личность: (Учёный, основатель Музея изящных искусств в Москве). — М.: Наука. — 192, [16] с.
- Мыльников А. С. Легенда о русском принце: (Русско-славянские связи XVIII в. в мире народной культуры). — Л.: Наука, Ленингр. отд-ние. — 176 с.
- Хлобыстина М. Д. Говорящие камни. — Новосибирск: Наука, Сибирское отд-ние. — 128 с. — 41 000 экз.
- Уколова В. И. «Последний римлянин» Боэций. — М.: Наука. —160 с. — 100 000 экз.

### 1988
- Евсюков В. В. Мифы о Вселенной. — Новосибирск: Наука, Сибирское отд-ние. — 177 с.
- Ильинская Л. С. Легенды и археология. Древнейшее Средиземноморье. — М.: Наука. — 176 с. — 50 000 экз. — ISBN 5-02-008991-5.
- Лукин Б. В. Истоки народнопоэтической культуры Кубы: Крестьянские импровизаторы. — Л.: Наука, Ленингр. отд-ние. — 272, [16] с. — 1300 экз. — ISBN 5-02-027958-7.
- Удальцова З. В. Византийская культура. — М.: Наука. — 289, [16] с. — 50 000 экз. — ISBN 5-02-008917-6.

### 1989
- Баткин Л. М. Итальянское Возрождение в поисках индивидуальности. — М.: Наука. — 272 с. — ISBN 5-02-008988-5.

## 1990-е

### 1990
- Байбурин А. К., Топорков А. Л. У истоков этикета: Этнографические очерки. — Л.: Наука. Ленингр. отд-ние. — 168 с. — 50 000 экз. — ISBN 5-02-027259-0.
- Жмудь Л. Я. Пифагор и его школа (ок. 530 - ок. 430 годов до н. э.). — Л.: Наука, Ленингр. отд-ние. — 192 с. — ISBN 5-02-027292-2.
- Нейхардт А. А., Шишова И. А. Семь чудес древней Ойкумены / Отв. ред. д.и.н. Э. Д. Фролов. — М.: Наука. — 129, [8] с. — 50 000 экз. — ISBN 5-02-004735-X.
- Панченко Д. В. Платон и Атлантида. — Л.: Наука, Ленингр. отд-ние. — 192 с. — 35 000 экз. — ISBN 5-02-027177-2.
- Юсим М. А. Этика Макиавелли. — М.: Наука. — 160 с. — 50 000 экз. — ISBN 5-02-009007-7.

### 1991
- Альбедиль М. Ф. Забытая цивилизация в долине Инда. — СПб.: Наука, С.-Петербург. отд-ние. — 176 с. — 23 000 экз. — ISBN 5-02-027307-4.
- Клеймёнова Р. Н. Книжная Москва первой половины XIX века. — М.: Наука, 1991. — 240 с. — 4500 экз. — ISBN 5-02-012727-2.
- Рутенбург В. И. Титаны Возрождения. — М.: Наука. — 160 с. — 200 000 экз. — ISBN 5-02-027305-8.

### 1992
- Уколова В. И. Поздний Рим: Пять портретов. — М.: Наука. — 154 с. — ISBN 5-02-009100-6.